# Ranunculus pseudopygmaeus
Ranunculus pseudopygmaeus Hand.-Mazz. – gatunek rośliny z rodziny jaskrowatych (Ranunculaceae Juss.). Występuje naturalnie w Nepalu oraz południowych Chinach (w południowo-wschodniej części Tybetu, oraz w północno-zachodnim Junnanie). 

## Morfologia
PokrójBylina o lekko owłosionych pędach. Dorasta do 1–5 cm wysokości.
LiścieSą trójsieczne lub trójdzielne. W zarysie mają kształt od owalnego do pięciokątnego, złożone z segmentów odwrotnie owalnych lub romboidalnych. Mierzą 0,5 cm długości oraz 0,5 cm szerokości. Nasada liścia ma sercowaty kształt. Ogonek liściowy jest nagi lub lekko owłosiony i ma 1–3 cm długości.
KwiatySą pojedyncze. Pojawiają się na szczytach pędów. Mają żółtą barwę. Dorastają do 4–6 mm średnicy. Mają 5 eliptycznych działek kielicha, które dorastają do 2–3 mm długości. Mają 5 odwrotnie owalnych płatków o długości 2–3 mm.
OwoceNagie niełupki o odwrotnie owalnym lub elipsoidalnym kształcie i długości 1 mm. Tworzą owoc zbiorowy – wieloniełupkę o jajowatym kształcie i dorastającą do 2–3 mm długości.

## Biologia i ekologia
Rośnie na łąkach i skalistych zboczach. Występuje na wysokości od 3000 do 4000 m n.p.m. Kwitnie od czerwca do września. 